# Nejc Košir
Nejc Košir (* 10. Juli 1990) ist ein slowenischer Straßenradrennfahrer.
Nejc Košir wurde 2007 slowenischer Meister im Straßenrennen der Juniorenklasse. Im nächsten Jahr konnte er seinen Titel erfolgreich verteidigen. Außerdem gewann er 2008 die Juniorenaustragung von Tre Valli Varesine und er wurde Siebter der Gesamtwertung bei Kroz Istru. Von 2009 bis 2010 fuhr Košir für das slowenische Continental Team Radenska. 2009 wurde er Vierter der Gesamtwertung bei der Central European Tour.

## Erfolge
2007
- Slowenischer Meister – Straßenrennen (Junioren)

2008
- Slowenischer Meister – Straßenrennen (Junioren)

## Teams
- 2009 Radenska KD Financial Point
- 2010 Zheroquadro Radenska